# هارولد أوليفر
هارولد أوليفر (بالإنجليزية: Harold Oliver)‏ (1 يناير 1863 ببرمنغهام في المملكة المتحدة - ) هو لاعب كرة قدم بريطاني (وحمل سابقاً جنسية المملكة المتحدة لبريطانيا العظمى وأيرلندا) في مركز الدفاع. لعب مع وست بروميتش ألبيون.